# Liga Włoska (1454)

Italia w 50 lat po podpisaniu porozumienia Ligi Włoskiej

Liga Włoska (1454) - było to międzynarodowe porozumienie zawiązane w Wenecji 30 sierpnia 1454, które było następstwem pokoju w Lodi zawartego kilka miesięcy wcześniej, kończącego okres wojen włoskich i porządkującego północne Włochy pod względem przynależności określonych terytoriów do poszczególnych państw. W porozumieniu tym uczestniczyły Wenecja, Mediolan i Florencja.
Układ został uroczyście podpisany 2 marca 1455, a przystąpili do niego oprócz wymienionych państw papież Mikołaj V władający Państwem Kościelnym, Alfons V król Aragonii i Neapolu oraz władcy mniejszych państw włoskich. Układ przewidywał respektowanie ustalonych granic, wzajemną pomoc w przypadku ataku na którekolwiek z państw członkowskich oraz 25-letni rozejm między tymi państwami. Po okresie sporów Franciszek I Sforza, który poślubił córkę Filipa Marii Viscontiego, został uznany za spadkobiercę i dziedzica Viscontich.
Liga odegrała znaczną rolę w polityce równowagi we Włoszech, którą kontynuował później Wawrzyniec Wspaniały. Jedynymi rysami w tej polityce równowagi były spisek Pazzich, spisek baronów i wojna o Ferrarę.
Liga była logiczną konsekwencją pokoju w Lodi i zrodziła się z konstatacji, że żadne z państw włoskich, mimo długich i krwawych walk toczących się przez ostatnie sto lat, nie jest w stanie zdobyć hegemonii w północnych Włoszech, a tym bardziej w całej Italii. Liga sankcjonowała więc wymuszoną równowagę, zbudowaną raczej na wzajemnej podejrzliwości i na groźbie ze strony Francji, aniżeli na współpracy w dążeniu do utworzenia jednej struktury państwowej.